# حركة فخر السود

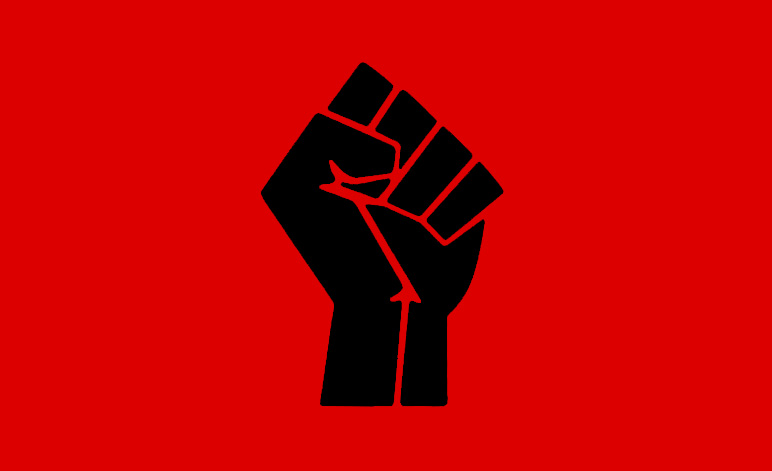
رمز فخر السود

حركة أسود وأفتخر هي حركة تشير إلى الافتخار بالبشرة السوداء. ومن الحركات ذات الصلة حركة قومية السود بالإنجليزية (black nationalism) وحركة النمور السود بالإنجليزية (Black Panthers) وحركة الأمريكيين الأفارقة (Afrocentrism).
واستخدم هذا الشعار في الولايات المتحدة واستخدمه الأمريكيون الأفارقة في الاحتفال بالتراث والمفاخر الشخصية. وارتبطت «حركة أسود وأفتخر» بتنمية حركة الحقوق المدنية الأمريكية حيث تحدث من خلالها شخصيات معروفة مثل مارتن لوثر كينغ وأ. فيليب راندولف ومالكوم إكس وستوكلي كارمايكل وهاجموا أوضاع التفرقة العنصرية داخل مجتمع الولايات المتحدة ومعاملة أفضل لجميع أجناس البشر.
وتغلغلت «حركة أسود وأفتخر» في أعمال أشهر الموسيقيين الأمريكيين الأفارقة. ذا إمبريشنز«بعنوان» نحن الفائزون "We're a Winner"”، والتي كتبها قائد الفرقة كورتيس مايفيلد، النشيد الرسمي للحركة كما يقول جيمس براون «قولها بصوت عالٍ أسود وأفتخر» ومارثا والفاننديلاس «الرقص في الشارع Dancing in the Street»
وتنتشر «حركة أسود وأفتخر» في البرازيل خاصة بين الفقراء من الشعب وفي موسيقى الفانك البرازيلي. وتعكس موسيقى الفانك الأصلية بالبرازيل مقاومة السود البزازيليين. ويقول جورج يوديس المتخصص بالموسيقى العرقية أن الشباب اندمجوا في ثقافة السود التي تتخللها صناعة الثقافة الأمريكية حيث واجهوا الكثير من الأقاويل بعدم قابليتها للاستعمار الثقافي. على الرغم من أنهم أخذوا بعض المكونات من الهيب هوب، ما زال أسلوبهم فريدًا في البرازيل (خاصة في ريو وساو باولو).
وكانت «حركة أسود وأفتخر» الموضوع المحوري للحركة الجاميكية الأصل راستافاري منذ النصف الثاني من القرن العشرين. ووصفت بأنها «صخرة في مواجهة من يقولون بسيادة البيض».

## كتابات أخرى
- Yúdice، George (1994)، "The Funkification of Rio"، في Ross، Andrew؛ Rose، Tricia (المحررون)، Microphone Fiends: Youth Music and Youth Culture، London: Routledge، ص. 193–220، ISBN:978-0-415-90907-5

## وصلات خارجية
- The Black Power Mixtape – New Documentary Featuring Angela Davis, Huey P. Newton, & Stokely Carmichael - video report by Democracy Now!